# Roppongi 3K
Palmarès
1 fois champion par équipes poids-lourds junior International Wrestling Grand Prix
Roppongi 3K est une équipe de catch composée de Sho et Yoh. Le duo travaille pour la New Japan Pro Wrestling.

## Carrière

### New Japan Pro Wrestling (2013-...)
Ils participent ensuite au Super Jr. Tag Tournament 2017 où ils battent Hirai Kawato et Kushida lors du premier tour. Lors des Demi Finale, ils battent Los Ingobernables de Japón (Bushi et Hiromu Takahashi). Lors de Power Struggle, ils battent Super 69 (ACH et Ryusuke Taguchi) en finale et remportent le tournoi. Le 11 décembre, ils font équipe avec Rocky Romero mais perdent contre Bullet Club (Kenny Omega, Matt et Nick Jackson). Lors de Wrestle Kingdom 12, ils perdent les titres contre The Young Bucks. Lors de The New Beginning In Sapporo 2018 - Tag 1, ils font équipe avec Jay White mais perdent contre Bullet Club (Kenny Omega, Matt et Nick Jackson).
Lors de The New Beginning In Sapporo 2018 - Tag 2, ils battent The Young Bucks et remportent les IWGP Junior Heavyweight Tag Team Championship pour la deuxième fois. Lors de 46th Anniversary Show, ils perdent les titres contre Suzuki-gun (El Desperado et Yoshinobu Kanemaru) dans un Three Way Match qui comprenaient également Los Ingobernables de Japón (Bushi et Hiromu Takahashi).
Du 16 octobre au 3 novembre, ils participent au Super Jr. Tag League (2018), où ils terminent la ronde avec 10 points (cinq victoires et deux défaites) se qualifiant donc pour la finale du tournoi. Lors de Power Struggle (2018), ils remportent le tournoi en battant Suzuki-gun (El Desperado et Yoshinobu Kanemaru) dans un Three Way Match qui comprenaient également Los Ingobernables de Japón (Bushi et Shingo Takagi) et deviennent la première équipe à gagner le tournoi deux années consécutives.
Le 16 juin, ils perdent les titres contre Bullet Club (El Phantasmo et Taiji Ishimori). Lors de Fighting Spirit Unleashed Boston, ils perdent contre Guerrillas of Destiny (Tama Tonga et Tanga Loa) et ne remportent pas les IWGP Tag Team Championship,.
Lors de Wrestle Kingdom 14 - Tag 2, ils battent Bullet Club (El Phantasmo et Taiji Ishimori) et remportent les IWGP Junior Heavyweight Tag Team Championship pour la quatrième fois. Lors de The New Beginning In Osaka 2020, ils conservent leur titres contre Suzuki-gun (El Desperado et Yoshinobu Kanemaru). Le 20 février, ils conservent leur titres contre Rocky Romero et Ryusuke Taguchi.

#### Séparation et Rivalité (2021-...)
Lors de Wrestle Grand Slam In MetLife Dome - Tag 1, Sho bat Yoh par décision de l'arbitre et après le match accepte de rejoindre le Bullet Club en acceptant le maillot que lui offre Evil, rejoignant le sous-groupe House of Torture de ce dernier.

### Ring Of Honor (2016-...)
Le 21 octobre 2016, ils perdent contre War Machine (Hanson et Raymond Rowe).
Lors de ROH Undisputed Legacy, ils battent The Addiction (Christopher Daniels et Frankie Kazarian). Le 13 juin 2018, ils perdent contre The Briscoe Brothers et ne remportent pas les ROH World Tag Team Championship.

## Palmarès
- New Japan Pro Wrestling
  - 5 fois IWGP Junior Heavyweight Tag Team Championship
  - Super Jr. Tag Tournament (2017, 2018, 2019)